# Santa Lliga (1684)
La Santa Lliga fou una aliança contra l'Imperi Otomà entre els Habsburg, la Confederació de Polònia i Lituània, Rússia i la república de Venècia que es va formar el 5 de març de 1684 a Linz.
Els francesos no es van unir a la Lliga ja que França havia acceptat reviure una aliança franco-otomana el 1673, a canvi que Lluís XIV de França fos reconegut com a protector dels catòlics a l'Imperi otomà, i Lluís XIV va aprofitar l'inici de la guerra per ampliar les fronteres orientals de França a la Guerra de les Reunions, prenent Luxemburg i Estrasburg en el tractat de Ratisbona de 1684.
Les tropes otomanes es van revoltar i van marxar sobre la capital sota la direcció de Siyawush Pasha d'Alep i el sultà fou deposat el 8 de novembre de 1687 i el va succeir el seu fill Solimà II. Amb la mesura que la Lliga Santa aconseguia guanys contra l'Imperi Otomà, capturant Belgrad el 1688, els francesos van començar a preocupar-se que els seus rivals dels Habsburg es fessin massa poderosos i finalment es tornarien contra França. La Revolució Gloriosa també va ser motiu de preocupació per als francesos, ja que Guillem d'Orange-Nassau fou convidat pels nobles anglesos a prendre el control d'Anglaterra com a rei. Finalment, els francesos van envair l'Electorat del Palatinat per assetjar Philippsburg el 27 de setembre de 1688, trencant la treva i desencadenant la Guerra dels Nou Anys, que va donar l'oportunitat al nou gran visir de reorganitzar i revigoritzar l'exèrcit otomà.
Després d'una guerra desastrosa pels turcs l'aliança va aconseguir grans avantatges en el tractat de pau de Karlowitz el 26 de gener de 1699 que marca el final de l'hegemonia turca al sud-est d'Europa.